# ショートレートモデル
ショートレートモデル（英: short-rate model）とは、金利デリバティブの文脈において、通常 {\displaystyle r_{t}\,} と書かれるショートレートの将来の変動を記述する事によって将来の利子率の変動を表す数理モデルである。

## ショートレート
ショートレートモデルにおいて、確率的な状態変数は瞬間的なスポットレートの形を取る 。ショートレート {\displaystyle r_{t}\,} はこの時、（年率換算での連続複利の）利子率であり、その利子率において、主体は無限に小さい時間の合間 {\displaystyle t} において金銭を借りることができる。現在のショートレートを特定する事はイールドカーブ全体を特定することではない。しかしながら、無裁定価格理論によって、いくつかの公正で緩い技術的条件の下において、もしリスク中立測度 {\displaystyle Q} の下で確率過程として {\displaystyle r_{t}\,} の変動をモデル化できたならば、時点 {\displaystyle t} における満期 {\displaystyle T} 額面 1 のゼロクーポン債の価格は以下のように与えられる。
{\displaystyle P(t,T)=\mathbb {E} ^{Q}\left[\left.\exp {\left(-\int _{t}^{T}r_{s}\,ds\right)}\right|{\mathcal {F}}_{t}\right]}
ここで {\displaystyle {\mathcal {F}}} はショートレート {\displaystyle r_{t}\,} の自然なフィルトレーション（自然な増大情報系）である。ゼロクーポン債に伴う利子率はイールドカーブ、より正確にはゼロクーポンイールドカーブを形成する。ゆえに、ショートレートモデルは将来の債券価格を特定する。これは瞬間的なフォワードレートが同様に以下のよくある方程式によって特定されることを意味している。
{\displaystyle f(t,T)=-{\frac {\partial }{\partial T}}\ln(P(t,T)).}

## 具体的なショートレートモデル
この節を通して、{\displaystyle W_{t}\,} はリスク中立測度の下での標準ブラウン運動であり、{\displaystyle dW_{t}\,} はその微分形式を表している。モデルが対数正規型であるのならば、変数 {\displaystyle X_{t}\,} はオルンシュタイン＝ウーレンベック過程であり、{\displaystyle r_{t}\,} は {\displaystyle r_{t}=\exp {X_{t}}\,} を満たすものとして仮定される。

### 1ファクターショートレートモデル
以下は、単一の確率的ファクター、つまりショートレートが全ての利子率の将来の変動を決定するワンファクターモデルである。利子率の平均回帰的性向を表現しないRendleman–Bartterとホー–リーモデル以外はオルンシュタイン–ウーレンベック過程の特別ケースと考えることが出来る。バシチェックモデル、Rendleman–Bartterモデル、CIRモデルは自由パラメーターの数が有限であり、ゆえにモデルを観測された市場価格と一致させるような方法（"カリブレーション"）を用いてこれらのパラメーターを特定することが出来ない。この問題はパラメーターが時間によって確定的に変動することを許容すれば克服される。この方法でホー–リーモデルとそれに続くモデルは市場データからカリブレーションを行うことが出来る。つまり、これらのモデルはイールドカーブからなる債券価格を正確に導出することができる。ここで、これらのモデルは通常ショートレートの2項ツリーを用いて実装される。
1. マートンモデル (1973) においてはショートレートは {\displaystyle r_{t}=r_{0}+at+\sigma W_{t}^{*}} となる。ここで {\displaystyle W_{t}^{*}} はスポットのリスク中立測度の下における1次元のブラウン運動である[5]。
2. バシチェック・モデル (1977) においてはショートレートは {\displaystyle dr_{t}=(\theta -\alpha r_{t})\,dt+\sigma \,dW_{t}} となる。しばしば {\displaystyle dr_{t}=a(b-r_{t})\,dt+\sigma \,dW_{t}} と書かれることもある[6]。
3. Rendleman–Bartterモデル（英語版） (1980) においてはショートレートは {\displaystyle dr_{t}=\theta r_{t}\,dt+\sigma r_{t}\,dW_{t}} となる[7]。
4. コックス・インガーソル・ロス・モデル (1985) においてはショートレートは {\displaystyle dr_{t}=(\theta -\alpha r_{t})\,dt+{\sqrt {r_{t}}}\,\sigma \,dW_{t}} となる。しばしば {\displaystyle dr_{t}=a(b-r_{t})\,dt+{\sqrt {r_{t}}}\,\sigma \,dW_{t}} と書かれることもある。 {\displaystyle \sigma {\sqrt {r_{t}}}} の項は（一般的には）利子率が負となる可能性を排除している[8]。
5. ホー・リー・モデル (1986) においてはショートレートは {\displaystyle dr_{t}=\theta _{t}\,dt+\sigma \,dW_{t}} となる[9]。
6. ハル・ホワイト・モデル (1990) もしくは拡張バシチェックモデルではショートレートは {\displaystyle dr_{t}=(\theta _{t}-\alpha r_{t})\,dt+\sigma _{t}\,dW_{t}} となる。多くの定式化において、パラメーター {\displaystyle \theta ,\alpha ,\sigma } の一つもしくは複数は時間に依存しないとされる。このモデルは対数正規として考えることが出来る。格子モデルに基いた実装においては3項モデルが通常用いられる[10][11]。
7. ブラック–ダーマン–トイ・モデル (1990) ではボラティリティが時間に依存する場合のショートレートは {\displaystyle d\ln(r)=[\theta _{t}+{\frac {\sigma '_{t}}{\sigma _{t}}}\ln(r)]dt+\sigma _{t}\,dW_{t}} となり、依存しない場合のショートレートは {\displaystyle d\ln(r)=\theta _{t}\,dt+\sigma \,dW_{t}} となって対数正規モデルとなる[12]。
8. ブラック–カラシンスキー・モデル (1991) は対数正規型であり、ショートレートは {\displaystyle d\ln(r)=[\theta _{t}-\phi _{t}\ln(r)]\,dt+\sigma _{t}\,dW_{t}} となる[13]。ブラック–カラシンスキ・モデルはハル–ホワイト・モデルの対数正規的な応用のように見える[14]。その格子モデルをベースとした実装は3項モデルに似たものになる（時間幅が変動する2項モデル）[4]。
9. Kalotay–Williams–Fabozziモデル (1993) ではショートレートは {\displaystyle d\ln(r_{t})=\theta _{t}\,dt+\sigma \,dW_{t}} となり、ホー–リー・モデルの対数正規版であって、ブラック–ダーマン–トイ・モデルの特殊ケースである[15]。このモデルは"ソロモン・ブラザーズのオリジナルモデル"とほとんど似ていて[16]、ホー–リー・モデルの対数正規バージョンの一つである[17]。

### マルチファクターショートレートモデル
上で挙げたワンファクターモデルの他にショートレートのマルチファクターモデルが存在する。最も知られているのはフランシス・ロングスタッフとエドアルド・シュワルツの2ファクターモデルとチェンの3ファクターモデル（確率的平均とボラティリティのモデル（英: stochastic mean and stochastic volatitliy model）とも呼ばれる）である。リスクマネジメントのために、"現実的な利子率のシミュレーションを行う"ためには、これらのマルチファクターショートレートモデルは時折ワンファクターモデルより好まれる。というのも、マルチファクターモデルは、一般的には、"本当のイールドカーブの動きと整合的"なシナリオを提供するからである。
1. ロングスタッフ–シュワルツ・モデル (1992) ではショートレートの変動が以下の方程式により与えられる： {\displaystyle dX_{t}=(a_{t}-bX_{t})\,dt+{\sqrt {X_{t}}}\,c_{t}\,dW_{1t}}, {\displaystyle dY_{t}=(d_{t}-eY_{t})\,dt+{\sqrt {Y_{t}}}\,f_{t}\,dW_{2t}} ここでショートレートは {\displaystyle dr_{t}=(\mu X+\theta Y)dt+\sigma _{t}{\sqrt {Y}}dW_{3t}} として定義される[19]。
2. チェン・モデル（英語版） (1996) ではショートレートの平均とボラティリティは確率的であり、以下のように定式化される： {\displaystyle dr_{t}=(\theta _{t}-\alpha _{t})\,dt+{\sqrt {r_{t}}}\,\sigma _{t}\,dW_{t}}, {\displaystyle d\alpha _{t}=(\zeta _{t}-\alpha _{t})\,dt+{\sqrt {\alpha _{t}}}\,\sigma _{t}\,dW_{t}}, {\displaystyle d\sigma _{t}=(\beta _{t}-\sigma _{t})\,dt+{\sqrt {\sigma _{t}}}\,\eta _{t}\,dW_{t}}[20]。

## 他の金利モデル
金利のモデル化の他の有力なフレームワークとしてヒース–ジャロー–モートン・フレームワーク（英: Heath–Jarrow–Morton framework, HJM）がある。上で述べたようなショートレートモデルとは異なり、HJMモデルのクラスは一般的にマルコフ性を持たない。このため、多くの場合においてHJMモデルは一般的に計算が難しくなっている。HJMモデルの大きな利点はHJMモデルを用いることで、ショートレートモデルよりは、イールドカーブ全体を解析的に描写できることである。いくつかの目的（例えば、モーゲージ担保型証券（英: mortgage backed securities）のバリュエーション）においては、HJMモデルは大きな単純化となりうる。1次元ないしは複数次元のコックス–インガーソル–ロス・モデルとハル–ホワイト・モデルはそのままHJMフレームワークにより表現できる。他のショートレートモデルは単純なHJMモデルによる双対的な表現を持たない。
ランダム性のソースが複数の場合のHJMフレームワーク（Brace–Gatarek–Musielaモデルとマーケットモデルも含まれる）はしばしば高次元のモデルを取り扱う際に好まれる。